# Брох (Шотландия)

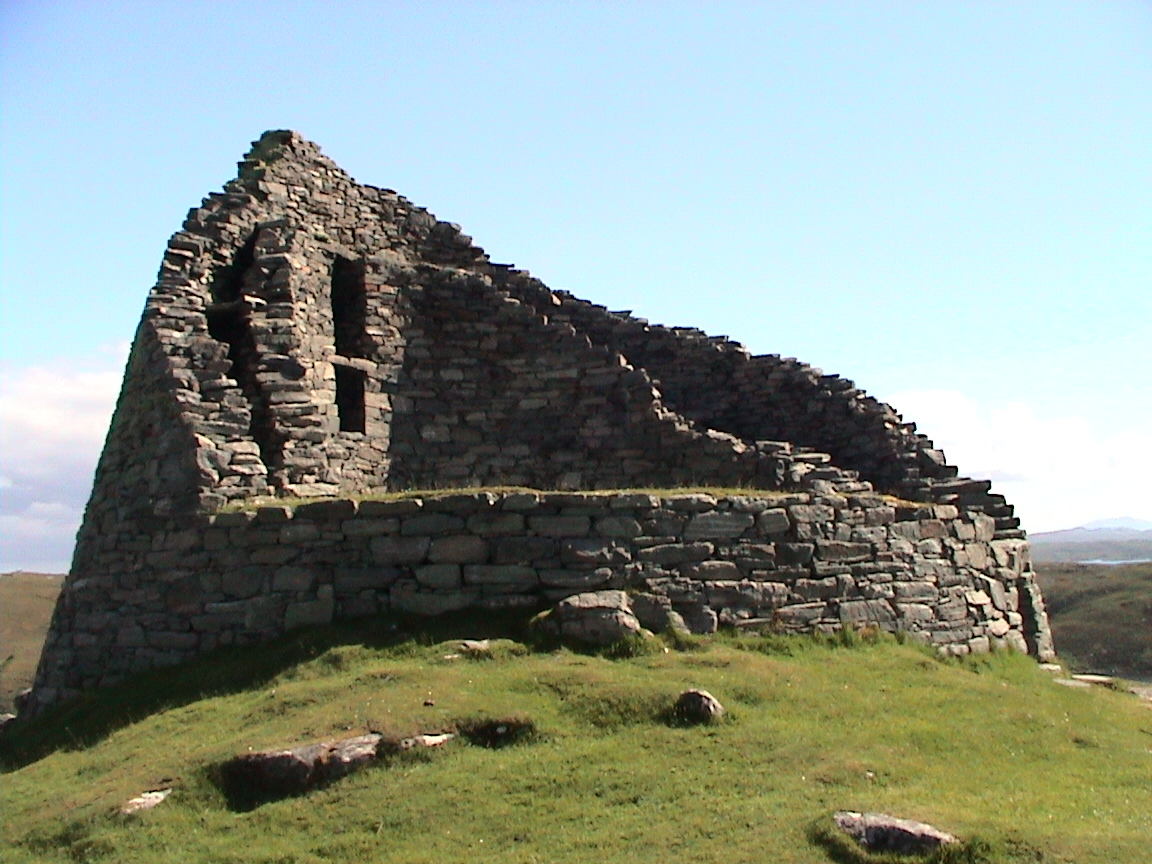
Брох в Дан-Карлоуэй, Льюис, Шотландия

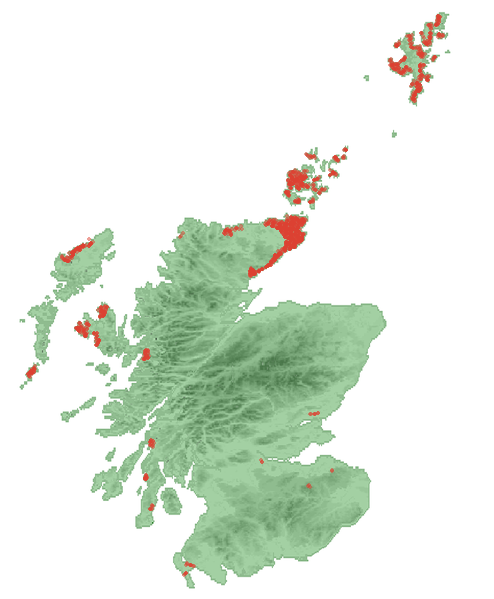
Распространение брохов.

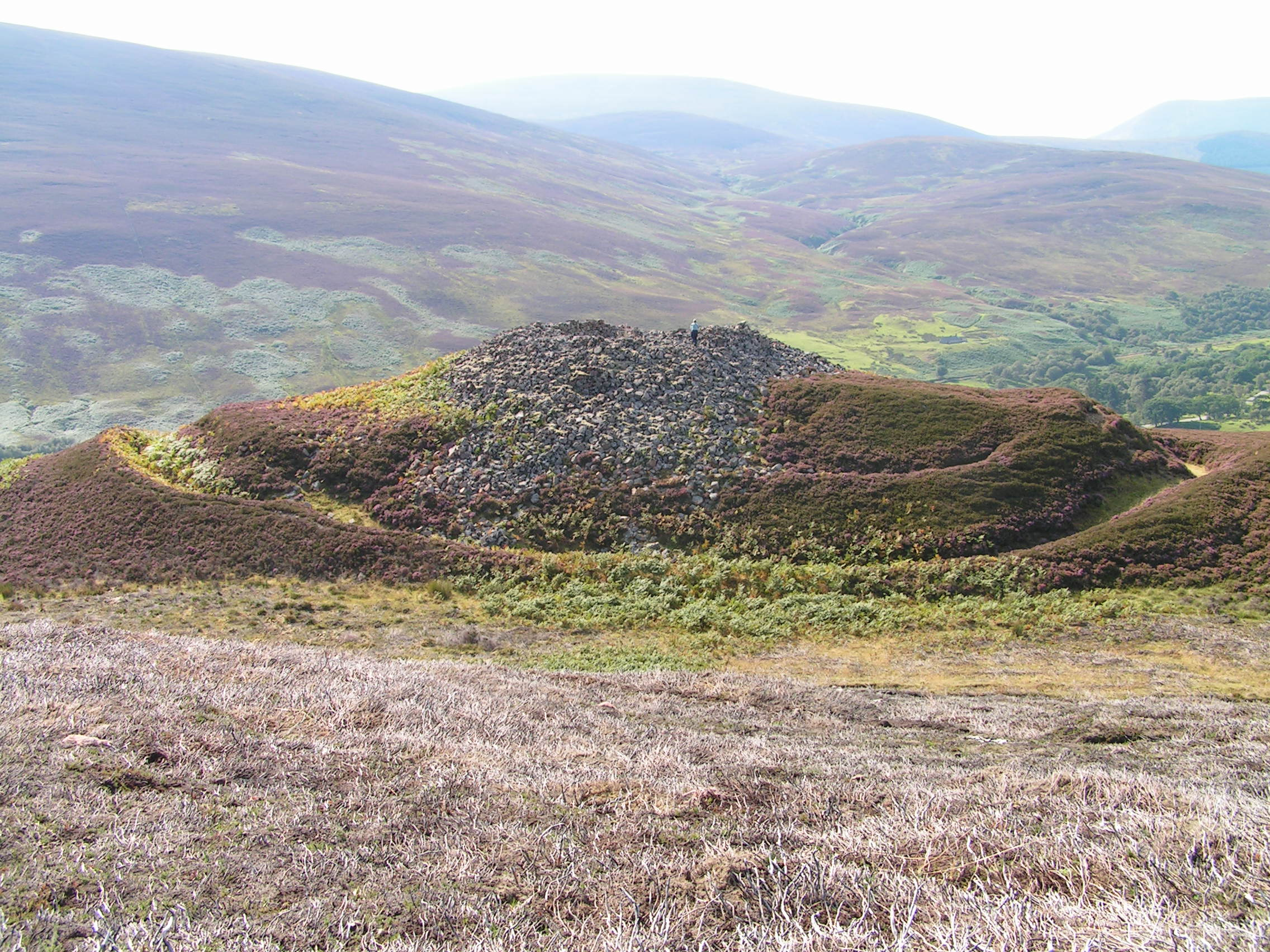
Руины Килфедир-броха в Сазерленде окружены массивным земляным валом.

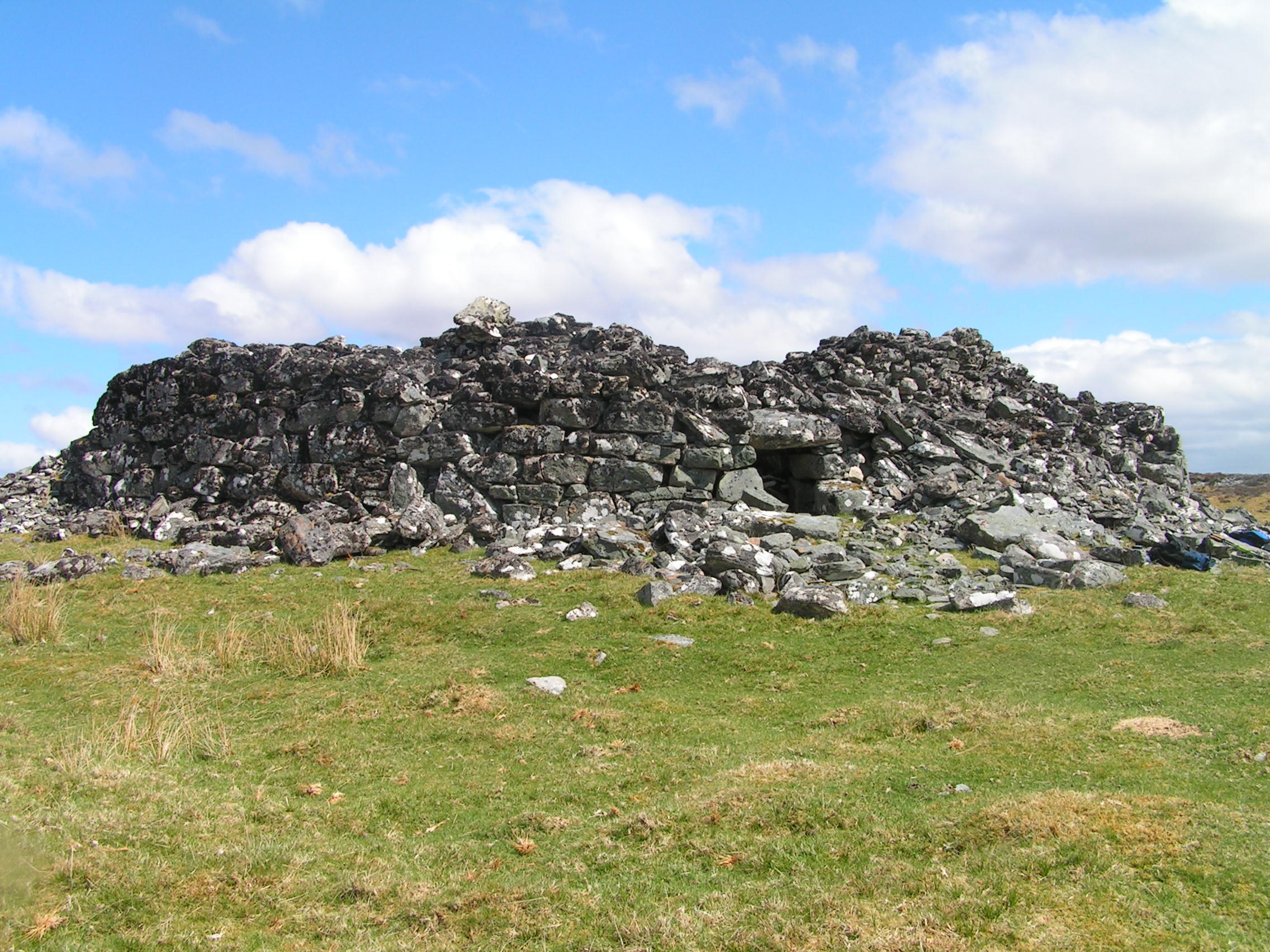
Руины Феранх-броха, Сазерленд

Брох — тип круглого крепостного сооружения железного века, выложенного методом сухой кладки (то есть без использования скрепляющего раствора). Брохи характерны только для Шотландии, где их существует более 100. Слово broch происходит из древненорвежского языка и означает «крепость» (в английском языке существуют топонимы с тем же корнем, имеющим также форму brough, borough, borve).
Некоторые брохи весьма сложны по архитектурному исполнению и относятся к типу «комплексных атлантических круглых домов» по классификации шотландских археологов, предложенной в 1980-е годы. Назначение брохов и их культурная принадлежность являются предметом споров. До 1960-х гг. ни у кого не вызывало сомнения, что брохи были созданы кельтами — предками шотландцев, мигрировавшими с материка. Затем, ввиду археологических находок, вступавших в противоречие с данной теорией, всё больше археологов стали склоняться к версии об их пиктском или смешанном происхождении (при этом не подлежит сомнению, что брохи могли использоваться и в послепиктский период).
Самые ранние брохи возникли около I века до н. э.
Исходная высота брохов неизвестна; сохранившиеся до настоящего времени стены обычно имеют высоту лишь несколько метров, только шесть башен выше 6,5 метров, а рекорд сохранности принадлежит броху Моуса на Шетландских островах, высота стен которого составляет 13 метров. Предполагается, что брохи имели крыши, которые не сохранились до наших дней. Внутренний диаметр составлял от 5 до 15 метров. Некоторые были окружены небольшими жилыми зданиями.